# Пулемёт Слостина
Пулемёт Сло́стина — экспериментальный советский пулемёт со вращающимся блоком стволов под патрон 7,62 × 54 мм R, а позднее и под 14,5 × 114 мм. Принципиальным отличием пулемёта Слостина от другой, более известной конструкции со вращающимся блоком стволов — картечницы Гатлинга — являлось то, что для вращения использовался не внешний (ручной или, позднее, электрический) привод, а энергия пороховых газов.

## История
В 1935 году Иван Ильич Слостин задумал сделать скорострельный пулемёт. Перебрав все возможные конструкции того времени, он пришёл к выводу, что для достижения лучшей скорострельности необходимо создать многоствольную конструкцию. После разработки эскиза пулемёта Слостин в 1936 году проконсультировался с начальником Ленинградской артиллерийской академии А. А. Благонравовым, который положительно оценил новаторскую конструкцию с неслыханным по тем временам темпом стрельбы до 5000 выстрелов в минуту.
Пулемёт был закончен к 1939 году и тогда же проходил первые испытания, дважды показав темп стрельбы 3300 выстрелов в минуту, среднее значение было гораздо ниже. Доработанный вариант пулемёта на испытаниях в 1946 году показал темп стрельбы между 1760 и 2100 выстрелов в минуту. Кучность была отмечена в 6-7 раз хуже станкового пулемёта Горюнова СГ-43, но такое значение комиссия сочла нормальным для пулемётов шквального огня. В результате пулемёт успешно прошёл испытания, но не был принят на вооружение вследствие сложности конструкции вкупе с отсутствием принципиальных преимуществ над существующими ПМ-1910, СГ-43 и РП-46.
К 1949 году Слостиным был разработан пулемёт под патрон 14,5×114 мм, имевший схожую конструкцию с первым образцом, но с некоторыми отличиями. В результате испытаний образец был отклонён ввиду сложности и ненадёжности конструкции и отсутствии преимуществ перед крупнокалиберным пулемётом Дегтярёва — Шпагина (ДШК) и крупнокалиберным пулемётом Владимирова (КПВ). Основными недостатками были названы нецентральный накол капсюля и поперечные разрывы гильз при беззатворном использовании столь мощного патрона. Было произведено всего несколько опытных образцов данного оружия.

## Конструкция
Пулемёт представлял собой восьмиствольную барабанную конструкцию со вращающимся блоком стволов. Вращение блока стволов достигалось путём отвода пороховых газов через специальный канал в стволе, связанный со следующим стволом. При выстреле следующий ствол подавался вперёд, что с помощью вырезов в раме пулемёта, двигало его против часовой стрелки и заставляло вращаться в ту же сторону весь блок стволов.

### Вариант калибра 14,5 мм
Тяжёлый вариант пулемёта Слостина имел конструктивные отличия, выражавшиеся в фиксации блока стволов при помощи задней муфты и передней обоймы так, что продольное перемещение стволов становилось невозможным; автоматика же работала за счёт отката ползуна с газовым поршнем стреляющего ствола. Данный вариант пулемёта разрабатывался как зенитный для танка ИС-7. Предполагалась также установка его на шасси грузовика ЗИС-151.

## Оценки
Многие эксперты и оружейные историки признавали пулемёт Слостина опережающим своё время, потому как на тот момент не было подходящих технических решений, повышающих надёжность такого оружия. Несмотря на это, образец отмечали за оригинальную идею и новаторские решения. Также отмечалось, что несмотря на заурядную кучность, по плотности огня равных образцу на момент испытаний «нет и не предвидится».
Также, государственная комиссия признала, что использование такого пулемёта могло бы создать значительный деморализующий эффект: при стрельбе он издавал звук, по громкости сравнимый со взрывом авиабомбы, при этом наносил практически такие же повреждения, чего никак не ожидали от патрона 7,62×54 мм R:

При допустимых режимах стрельбы с отсечкой по 1500 выстрелов, пулемёт конструкции Слостина помимо высокой огневой эффективности и сплошного заградительного огня, обеспечит ещё и деморализующее воздействие на противника. Он почти наверняка обратит наступающие части пехоты в бегство. Создаваемый пулемётом шум угнетающе действует на нервную систему.
— Из заключения военной комиссии
Образец калибра 14,5 мм также снискал положительные отзывы, несмотря на непригодность применения столь ненадёжной конструкции в войсках. Отмечалось, что подобная мощь может пригодиться при штурме отдельных укрепрайонов или отсечении фланговых атак. По мнению историков, интересным, хоть и не реализованным из-за сворачивания проекта решением, было установить пулемёт Слостина калибра 14,5 мм на шасси грузовика ЗИС-151, что позволяло бы бороться с авиацией и живой силой противника на дистанциях до 400 метров.